# Велев, Велко
Велко Иванов Велев (болг. Велко Иванов Велев; род. 4 января 1948, София) — болгарский легкоатлет, специалист по метанию диска. Выступал за сборную Болгарии по лёгкой атлетике в 1972—1984 годах, многократный победитель первенств национального значения, действующий рекордсмен страны (всего установил 11 национальных рекордов), участник двух летних Олимпийских игр. Первый болгарин, метнувший диск за 60 метров.

## Биография
Велко Велев родился 4 января 1948 года в Софии. Занимался спортом с 1961 года, в спортивной школе «Септември» и ЦСКА.
Впервые заявил о себе в сезоне 1972 года, когда в первый раз одержал победу на чемпионате Болгарии в метании диска, прервав многолетнее доминирование Тодора Артарского, и, попав в состав болгарской сборной, победил на чемпионате Балкан.
В 1974 году стал пятым на чемпионате Европы в Риме.
В 1975 году был уличён в нарушение антидопинговых правил — его проба показал наличие анаболических стероидов.
Благодаря череде удачных выступлений удостоился права защищать честь страны на летних Олимпийских играх 1976 года в Монреале — в финале метнул диск на 60,94 метра, с этим результатом закрыл десятку сильнейших.
В 1978 году был четвёртым на чемпионате Европы в Праге.
В 1979 году выиграл серебряную медаль на VII летней Спартакиаде народов СССР в Москве, тогда как на турнире в Риге установил ныне действующий национальный рекорд Болгарии — 67,82 метра.
Принимал участие в Олимпийских играх 1980 года в Москве — в финале метания диска показал результат 63,04 метра, расположившись в итоговом протоколе соревнований на восьмой строке.
Рассматривался в качестве кандидата на участие в Олимпийских играх 1984 года в Лос-Анджелесе, однако Болгария вместе с несколькими другими странами восточного блока бойкотировала эти соревнования по политическим причинам. Вместо этого Велев выступил на альтернативном турнире «Дружба-84» в Москве — здесь метнул копьё на 60 метров ровно и занял 11-е место.
Завершил спортивную карьеру по окончании сезона 1986 года.
Жена Фаина Велева (Мельник) — титулованная советская метательница диска, олимпийская чемпионка, двукратная чемпионка Европы.